# Heimendahl (Adelsgeschlecht)

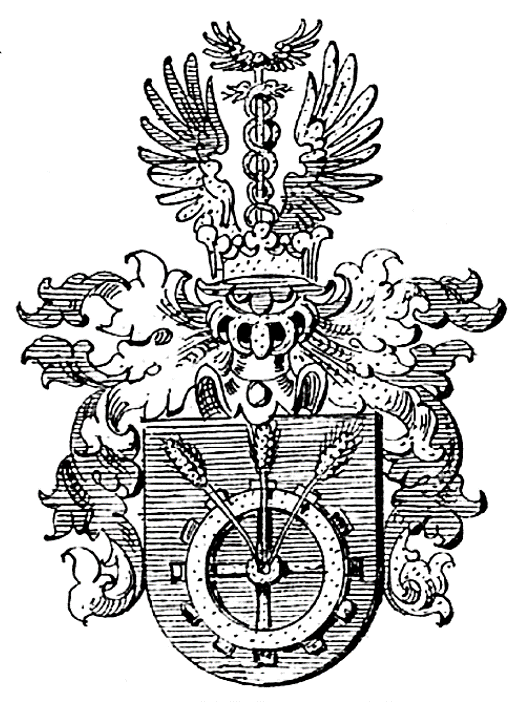
Wappen derer von Heimendahl

Heimendahl ist der Name eines preußischen Adelsgeschlechts. Zweige der Familie bestehen gegenwärtig fort.

## Geschichte
Die Familie soll im 17. Jahrhundert aus Schweden ins Rheinland eingewandert sein. Die gesicherte durchgängige Stammreihe beginnt mit dem Fabrikbesitzer in Unterbarmen Friedrich Wilhelm Heimendahl (1796–1850). Seine Söhne, Hugo Alexander (1827–1890), preußischer Geheimer Kommerzienrat, und Walter (1829–1905), preußischer Landschaftsrat, wurden am 5. Mai 1888 bzw. am 4. September 1887 in den preußischen Adelstand erhoben.

## Angehörige
- Klaus Erich Friedrich von Heimendahl (1898–nach 1970), Bundesgeschäftsführer der Johanniter-Unfall-Hilfe sowie vormals Oberst im Generalstab der Wehrmacht
  - Klaus Paul Adolf von Heimendahl (1933–2013), Brigadegeneral der Bundeswehr und Kuratoriumsvorsitzender des Johanniter-Krankenhauses im Fläming
    - Klaus Georg Walther von Heimendahl (* 1960), Generalleutnant der Bundeswehr
- Susanne von Berlin-Heimendahl (1916–2002), deutsche Kinderärztin und Hochschullehrerin
- Manfred von Heimendahl (1929–2020), deutscher Professor für Materialwissenschaften und Autor
- Clemens von Heimendahl (* 1964), Entwicklungshelfer und Unternehmer

## Wappen
Das Stammwappen (1887, 1888) zeigt in Blau ein silbernes Kammrad vor drei geschrägten Kornähren. Auf dem gekrönten Helm mit rechts blau-silbernen und links blau-goldenen Decken ein goldener Merkurstab zwischen einem offenen, vorn von Blau über Silber, hinten von Gold über Blau geteilten Flug.